# Ricomincio da me (miniserie televisiva)
Ricomincio da me è una miniserie televisiva italiana diretta da Rossella Izzo, trasmessa dal dicembre 2005 al gennaio 2006 sull'emittente televisiva Canale 5. Protagonisti della miniserie sono, tra gli altri, Barbara D'Urso, Ricky Tognazzi, Stefania Sandrelli, Francesco Salvi e Gioele Dix.

## Trama
La storia è ambientata in un paesino nei pressi di Perugia, Castiglione del Lago, in cui si svolgono le varie vicende amorose e non. Vera, dopo che il marito Ruggero è stato arrestato per frode finanziarie e dopo il sequestro dei beni, si trasferisce momentaneamente nel suo paese natale, da dove era fuggita quindici anni prima. Qui, coi figli e con l'insopportabile suocera Michelle, deve rimboccarsi le maniche per dare da mangiare alla sua famiglia, ma, nonostante tutto, trova anche un'amica, Teresa, la bella pasticcera del paese. Però, tra le gioie, ci sono anche i brutti ricordi del passato, come la separazione da Fabio, suo ex fidanzato, oggi sposato a Loredana, la sua migliore amica di un tempo.
Lì vige un'aria tranquilla a parte gli scontri con Fabio e le occhiate malvagie tra lei e Loredana, e Vera riesce pian piano a ricostruirsi una vita, anche se Loredana, con l'aiuto del suo amante Stefano, cercherà in tutti i modi di scacciare la sua ex amica. Vera dopo aver scoperto che Ruggero aveva un'altra famiglia con Serena, insegnante di musica dei suoi figli, entrerà in crisi e si lascerà accarezzare da Fabio che non l'aveva mai dimenticata, ma aiuterà anche Serena, incastrata da Ruggero che, facendole firmare delle cambiali, l'ha resa sua complice, e continuerà a curare i problemi dei figli. In tutto ciò, troverà lo spazio per il difficile amore tra lei e Fabio?